# Agustín Gómez de la Mata

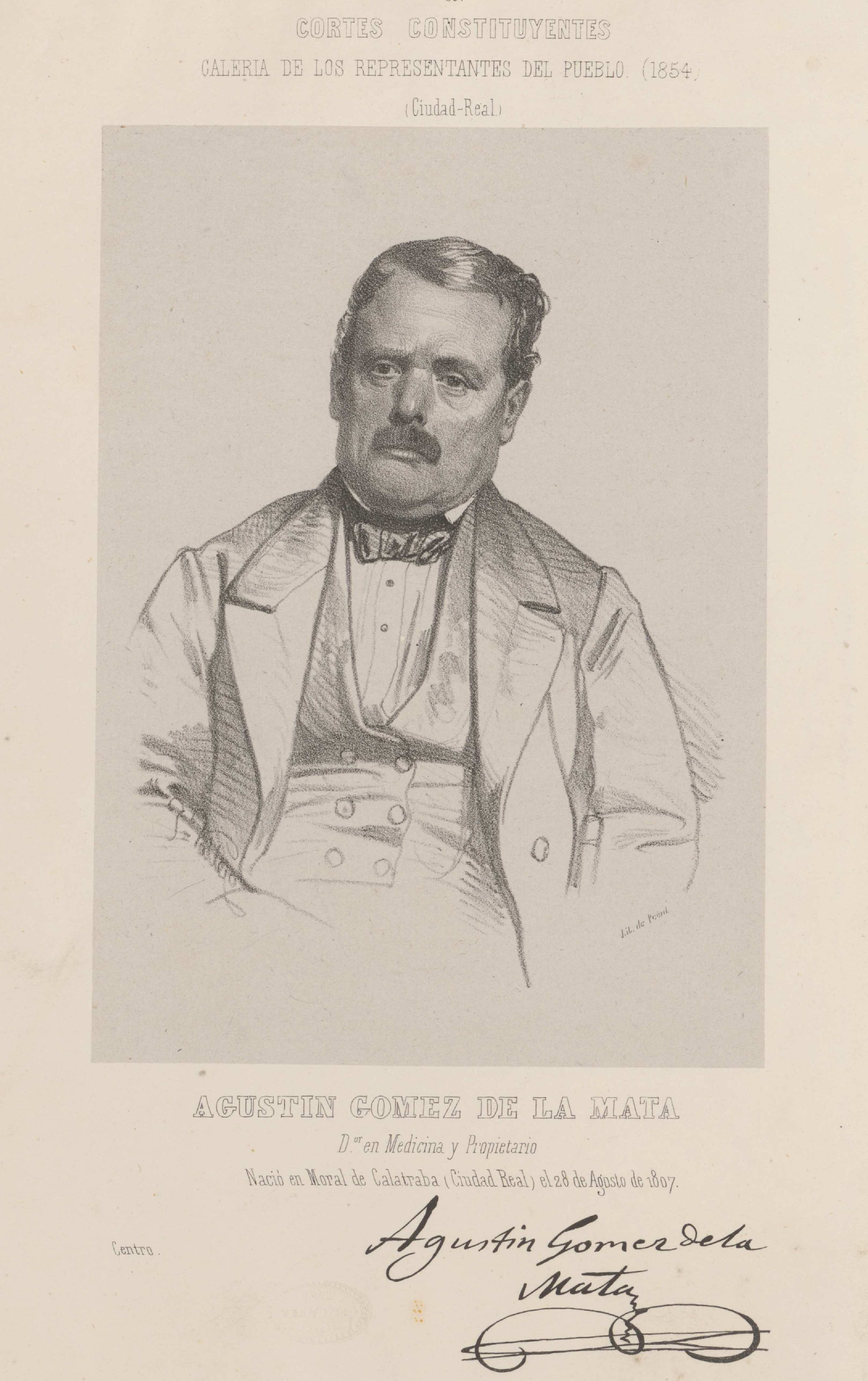
Agustín Gómez de la Mata, litografía de José Vallejo y Galeazo para Cortes constituyente: galería de los representantes del pueblo (1854), Madrid: Imprenta de T. Fortanet. Biblioteca Nacional de España.

Agustín Gómez de la Mata (Moral de Calatrava, 28 de agosto de 1807-Ciudad Real, 20 de septiembre de 1880), doctor en medicina y cirugía y político español, fue diputado por la circunscripción de Ciudad Real en las Cortes constituyentes de 1854.

## Biografía
Según la biografía publicada en la obra colectiva Asamblea constituyente de 1854, Agustín Gómez de la Mata era hijo de un labrador «muy liberal» de Moral de Calatrava, en la provincia de Ciudad Real, Camilo Gómez de la Mata. Con quince años marchó a estudiar gramática latina y filosofía en Almagro, donde permaneció de 1820 a 1823, años del Trienio Liberal. Allí entró en contacto con una sociedad patriótica y se distinguió por sus proclamas en defensa de la Constitución de 1812. En un enfrentamiento con una de las partidas realistas, reforzadas al producirse la invasión de los Cien mil hijos de San Luis, resultó gravemente herido y su padre fue asesinado en Ontígola por la partida de Manuel Hernández, el Abuelo. Buscando el anonimato se instaló en Madrid donde encontró trabajo de practicante en el hospital general, lo que lo animó a seguir la carrera de medicina que concluyó en 1831, recibiendo poco más tarde el título de doctor. En 1834, por su abnegada labor en la lucha contra la epidemia de cólera, que aquel año hacía estragos, recibió la cruz de Isabel la Católica. Paralelamente ingresó en la Milicia Nacional, en la que alcanzó el grado de capitán. Al estallar la Revolución de 1854, la noche del 17 de julio se unió a los revolucionarios y participó en la defensa de las barricadas alzadas en la calle ancha de San Bernardo, pero al mismo tiempo, al decir de la sociedad literaria que se encargó de redactar las biografías de los constituyentes, jugó un papel moderador de los «arranques de justa indignación» del pueblo. De los sucesos revolucionarios en Madrid dejó escrita como testigo presencial una crónica anónima, publicada con el título de Un Hijo del Pueblo. Las jornadas de julio [1854].
Adscrito al Partido Progresista, fue elegido en segunda convocatoria diputado a Cortes por Ciudad Real para la legislatura de 1854 a 1856, pero no pudo revalidar el escaño en las elecciones de 1857, en las que hubo de enfrentarse a Cándido Nocedal. En mayo de 1856 fundó junto con el duque de Abrantes y Evaristo San Miguel, entre otros, y fue primer director de La Iberia Agrónoma, sociedad de seguros mutuos a la vez que banco agrícola.
En 1858 publicó un folleto titulado Estudios políticos sobre la situación de España de 1858, que venía a ser un manifiesto de apoyo a la política de Leopoldo O'Donnell y su Unión Liberal desde las filas de un antiguo progresista purista.
Una nota necrológica, publicada en el Semanario Farmacéutico del 3 de octubre de 1880, le decía en posesión de las cruces de Carlos III, de Isabel la Católica, de San Fernando y de la Beneficencia, habiendo sido visitador de la Beneficencia general, cargo para el que fue nombrado en octubre de 1860. Desde 1861 era médico de cámara honorario de su majestad, honor en el que fue rehabilitado en 1875, tras el Sexenio revolucionario. 